# Как поссорился Иван Иванович с Иваном Никифоровичем (фильм, 1959)
«Как поссорился Иван Иванович с Иваном Никифоровичем» — чёрно-белый кинофильм 1959 года. Вторая экранизация «Повести о том, как поссорился Иван Иванович с Иваном Никифоровичем» Николая Васильевича Гоголя.

## Сюжет
Действия происходят в городе Миргороде. Фильм начинается с описания города, представления большой лужи (которую некоторые называют озером) как одной из главных достопримечательностей. Повествование ведется от лица Николая Гоголя. Зрителю представляют главных персонажей: Ивана Ивановича и Ивана Никифоровича, характеризуя их как отличных друзей и людей. Герои живут в поместьях, расположенных рядом и разделенных маленьким заборчиком, через который вполне можно перелезть. Этим пользуются дети Гапки, ключницы Ивана Ивановича. Однажды, Иван Иванович увидел, как Горпина, баба в доме Ивана Никифоровича, носилась с его ружьем. Ружье было хорошим, и Иван Иванович захотел забрать его себе. При встрече с Иваном Никифоровичем Иван Иванович прямо попросил Ивана Никифоровича отдать ему ружье, так как последний совсем не увлекается стрельбой, а Иван Иванович это дело очень любит. В ответ на это Иван Никифорович говорит, что ружье не отдаст, так как оно ему нужно для самообороны. Иван Иванович предлагает за ружье различные вещи, начиная с его бурой свиньи, однако Иван Иванович считает этот обмен неравноценным. Иван Иванович говорит, что больше не хочет возвращаться к теме ружья, однако все равно это делает. Разговор перерастает в спор, и Иван Никифорович называет Ивана Ивановича гусаком (от укр. гусак - гусь) , чем очень обижает последнего. Иван Иванович уходит и дружба между главными героями прекращается, меняясь на злобу. Вскоре к Ивану Никифоровичу приходит знакомая Агафия Федосеевна, которая убеждает его не извиняться за сказанное, при этом подбивает Ивана Никифоровича на гадость, в результате чего Иван Никифорович установил хлев с гусями прямо там, где раньше можно было перелезть через заборчик. Ивану Ивановичу это очень не понравилось, так как данный хлев был ему отвратителен. Ночью он с помощью пилы валит хлев, после чего идет спать. Ему снится кошмар про пожар с участием Ивана Никифоровича и ружья. На следующий день оба героя (Иван Иванович - сам, а Иван Никифорович - под руководством Агафии Федосеевны) пишут прошения в поветовый суд, в которых допускают много домыслов, очерняющих бывшего друга. Судья пытается отговорить их обоих, однако герои не настроены на примирение. Через некоторое время бурая свинья утаскивает прошение Ивана Никифоровича, заставляя всех присутствующих в здании суда бегать за ней. Через некоторое время городничий Петр Федорович приглашает многих, в том числе Ивана Ивановича и Ивана Никифоровича, на ужин. Последние соглашаются, так как им обоим сказали, что их недругов там не будет. В результате герои все же встречаются, и Иван Никифорович, говоря, что Иван Иванович обиделся на сущий пустяк, косвенно снова назвал его гусаком, после чего Иван Иванович снова ушел. Далее по фильму Николай Гоголь снова приезжает в Миргород через время и заходит в церковь. Он видит уже постаревших Ивана Ивановича и Ивана Никифоровича. Он спрашивает у них, не помирились ли они, однако те лишь отвечают, что суд скоро выдаст решение, и каждый говорит, что в его пользу. Фильм заканчивается тем, что Гоголь уезжает, говоря ту же фразу, что была в повести, а именно: "Скучно на этом свете, господа!"

## В ролях
- Николай Волков (старший) — Иван Иванович Перерепенко
- Григорий Лаврик — Иван Никифорович Довгочхун
- Иван Маркевич — городничий Петр Фёдорович
- Георгий Светлани — Антон Прокофьевич Голопуз
- Глеб Глебов — судья Демьян Демьянович
- Валентина Кравченко — Агафия Федосеевна
- Софья Карамаш — Гапка
- Бронислава Михалевич — Горпина
- Георгий Вицин — Николай Васильевич Гоголь (озвучил Леонид Хмара)
- Константин Кульчицкий — подсудок Агафон
- Нина Грекова — Оришка, нищая
- Василий Красенко — эпизод
- Борис Сабуров — писарь в суде
- Татьяна Тарновская — эпизод (нет в титрах)